# Télévision non linéaire
La télévision non linéaire recouvre l'ensemble des contenus audiovisuels disponibles via des moyens numériques et permettant de les consommer à la demande, de façon payante ou gratuite. Qu'il s'agisse de films, de séries, de talk-shows, de documentaires, de concerts filmés, d'événements sportifs, d'émissions de news ou de tout autre type de contenu audiovisuel, le fait de les rendre disponibles via des plates-formes de consommation numérique à la demande constitue ce que l'on peut définir comme la télévision non linéaire. Par opposition, la télévision linéaire (quelle soit analogique ou numérique via TNT, câble, satellite etc.), oblige les consommateurs soit à être au rendez-vous pour consommer leurs contenus préférés, soit à enregistrer ce contenu pour le visionner en différé.